# 楊雄 (政治家)

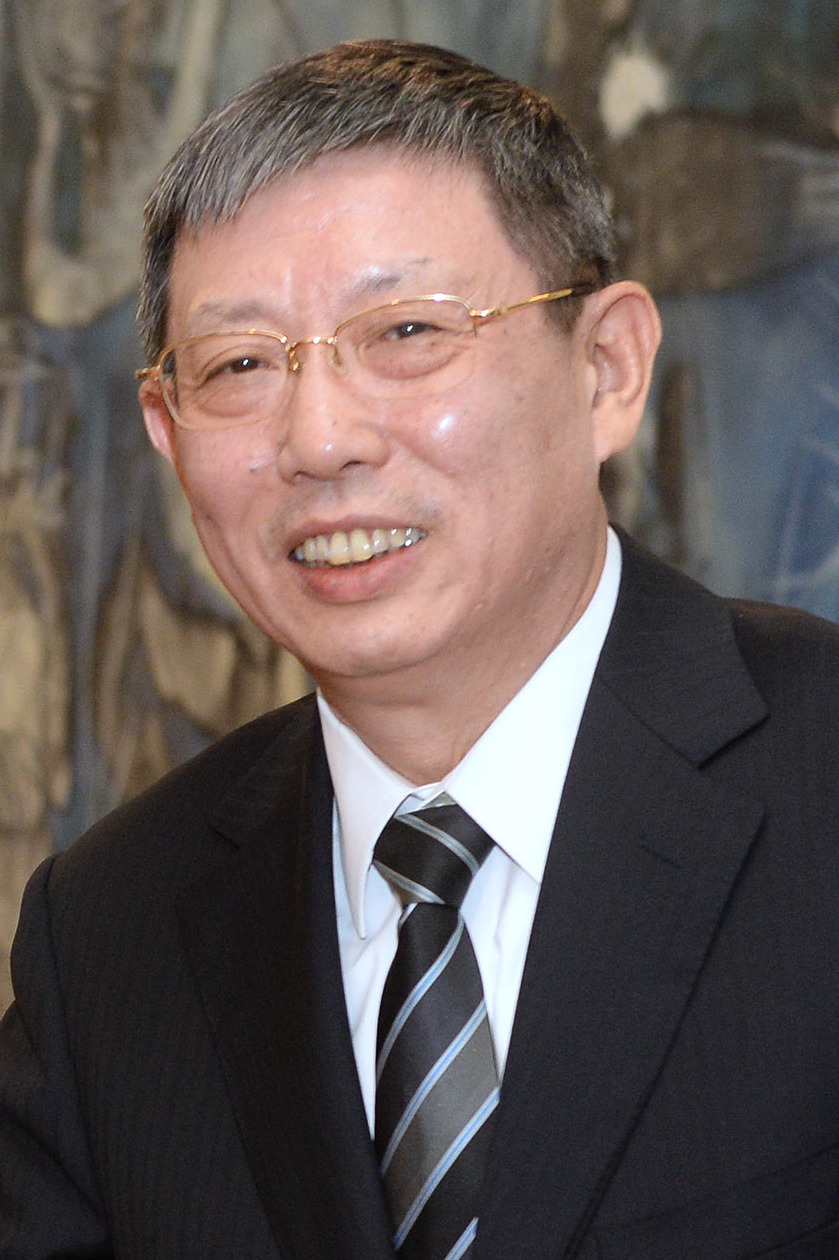
楊雄

楊 雄（よう ゆう、1953年11月 - 2021年4月12日）は、中華人民共和国の政治家。中国社会科学院経済学修士、高級経済師。前中国共産党上海市委副書記、上海市人民政府市長。

## 経歴
浙江省杭州市出身。1985年6月、中国共産党入党。1985年7月、中国社会科学院卒業。以降、上海市人民政府に入り、市経済研究中心副部長、上海実事公司総合信息部副経理、市計委副部長、部長、市計委主任助理兼計画投資部部長、市計委副主任、上海聯和投資有限公司総経理、市信息投資有限公司董事長、上海航空公司董事長、上海航空有限公司監事会主席等を歴任。
- 2001年2月、市政府副秘書長
- 2003年2月、上海市副市長に選出
- 2007年5月、中共上海市委常委
- 2008年1月、上海市常務副市長[1]
- 2012年12月20日，上海市委副書記、市政府党組書記[2]
- 2012年12月26日、任上海市代理市長
- 2013年2月1日、上海市市長に選出された[3]。
- 2017年1月20日、上海市人民代表大会にて市長を退任[4]，後任第十二期全国人大財政経済委員会副主任委員
- 2018年3月、中国人民政治協商会議全国委員会外事委員会副主任[5][6]。

2021年4月12日0時20分、上海にある華山医院において68歳で死去した。

## 外部サイト
- 中共上海市委公式サイト